# Ribeirão do Baú
Le ribeirão do Baú est une rivière brésilienne du nord de l'État de Santa Catarina, affluent du rio Luís Alves.
Il s'écoule sur le territoire de la municipalité d'Ilhota, sur environ 25 km.